# 邊緣十八
《邊緣十八》（Rebel at 18）是香港亞洲電視製作的劇集，於1983年5月9日首播，共25集。本劇由梅小青監製，彭濟材擔任劇本編審，主演有曾偉權、柯永祺、葉玉萍、弗烈、熊德誠、魏秋華等，本劇是編導之一曾皓文在亞洲電視的告別作。

## 主要演員
- 曾偉權 飾 周志強
- 柯永祺 飾 高丹凌
- 弗　烈 飾 鄧細九
- 葉玉萍 飾 夏惠菁
- 魏秋樺 飾 卓若華 (Linda)
- 卡迪遜 飾 Christ
- 李月清 飾 姑婆
- 熊德誠 飾 高嵐
- 容惠雯 飾 孔秀貞
- 楊雅潔 飾 司徒素麗
- 王冬婷 飾 Annie
- 李力群 飾 周志文
- 梁舜燕 飾 殷少萍
- 伍永森 飾 夏德成
- 關偉倫 飾 關俊明
- 王　偉 飾 司徒敬
- 凌腓力 飾 光豬
- 呂良國 飾 森
- 譚榮傑 飾 石基
- 黃雪梅 飾 張麗儀
- 楊仲恩 飾 穆英雄
- 吳　回 飾 周父
- 丁　櫻 飾 周母
- 江　雪 飾 白碧瑩
- 黎　宣 飾 姚夢
- 黃植森 飾 張Sir